# Facultatea de Teologie Romano-Catolică și Asistență Socială a Universității din București
Facultatea de Teologie Romano-Catolică și Asistență Socială este o facultate din cadrul Universității din București.